# Road Warrior Hawk
Michael James Hegstrand (Minneapolis (Minnesota), 12 september 1957 - Indian Rocks Beach (Florida), 19 oktober 2003), beter bekend onder zijn worstelnaam Road Warrior Hawk, was een Amerikaans professioneel worstelaar.
Hij won samen met Road Warrior Animal als tag team Road Warriors vele tagteamtitels.

## In worstelen
- Afwerking bewegingen
  - Diving clothesline
  - Hangman's neckbreaker

- Kenmerkende bewegingen
  - Backhand chop
  - Clothesline
  - Dropkick
  - Jumping fist drop
  - Leaping shoulder block
  - Military press drop
  - Overhead gutwrench backbreaker rack
  - Powerbomb
  - Shoulderbreaker
  - Spear

- Managers
  - Paul Ellering
  - Sunny

## Kampioenschappen en prestaties
- All Japan Pro Wrestling
  - NWA International Tag Team Championship (1 keer met Road Warrior Animal)

- American Wrestling Association
  - AWA World Tag Team Championship (1 keer met Road Warrior Animal)

- Catch Wrestling Association
  - CWA World Heavyweight Championship (1 keer)

- Fighting World of Japan Pro Wrestling
  - World Japan Tag Team Championship (1 keer met Road Warrior Animal)

- Georgia Championship Wrestling
  - NWA National Tag Team Championship (4 keer met Road Warrior Animal)

- i-Generation Superstars of Wrestling
  - i-Generation Tag Team Championship (2 keer met Road Warrior Animal)

- Independent Pro Wrestling
  - IPW Tag Team Championship (1 keer met Road Warrior Animal)

- Mid-Atlantic Championship Wrestling
  - NWA World Six-Man Tag Team Championship (3 keer; 2x met Road Warrior Animal en Dusty Rhodes en 1x met Road Warrior Animal en Genichiro Tenryu)
  - NWA World Tag Team Championship (1 keer met Road Warrior Animal)
  - Iron Team Tournament (1989; keer met Road Warrior Animal)
  - Jim Crockett Sr. Memorial Cup Tag Team Tournament (1986; met Road Warrior Animal)

- Mid-Eastern Wrestling Federation
  - MEWF Tag Team Championship (1 keer met Ultimate Comet)

- New Japan Pro Wrestling
  - IWGP Tag Team Championship (2 keer met Power Warrior)

- Professional Championship Wrestling (Texas)
  - PWC Tag Team Championship (1 keer met Road Warrior Animal)

- Pro Wrestling Illustrated
  - PWI Tag Team of the Year (1985, 1988) - met Road Warrior Animal

- World Wrestling Federation / World Wrestling Entertainment
  - WWF Tag Team Championship (2 keer met Road Warrior Animal)
  - WWE Hall of Fame (Class 2011)